# Кублешу
Кублешу (рум. Cubleșu) — село у повіті Селаж в Румунії. Входить до складу комуни Кузеплак.
Село розташоване на відстані 351 км на північний захід від Бухареста, 34 км на південний схід від Залеу, 27 км на північний захід від Клуж-Напоки.

## Населення
За даними перепису населення 2002 року у селі проживали 33 особи, з них 32 особи (97,0%) румунів. Усі жителі села рідною мовою назвали румунську.